# Ninmyō
Ninmyō (仁明天皇; 27 settembre 808 – Heian-kyō, 6 maggio 850) è stato il 54º imperatore del Giappone.

## Biografia
Ninmyō regnò dall'833 all'850. Era il secondo figlio dell'imperatore Saga e dell'imperatrice Saga Kachiko. Fu chiamato Masara (正良親王) alla nascita.
Divenne il principe ereditario dell'imperatore Junna. Prima della designazione ebbe un figlio, ma dopo la ribellione di questi scelse come primo figlio il principe Michiyasu, che sarebbe divenuto l'imperatore Montoku. Durante il regno di Ninmyō; si verificò anche una congiura, guidata da Fujiwara no Yoshifusa, fratello della madre di Michiyasu e marito di una sorella di Ninmyō. Nell'850, a causa di una malattia, abdicò cedendo il trono a Montoku e morendo in quello stesso anno.